# Station Prees
Prees is een spoorwegstation van National Rail in Prees, North Shropshire in Engeland. Het station is eigendom van Network Rail en wordt beheerd door Transport for Wales. Het station is een request stop, waar treinen alleen stoppen op verzoek.